# Bianca Castafiore

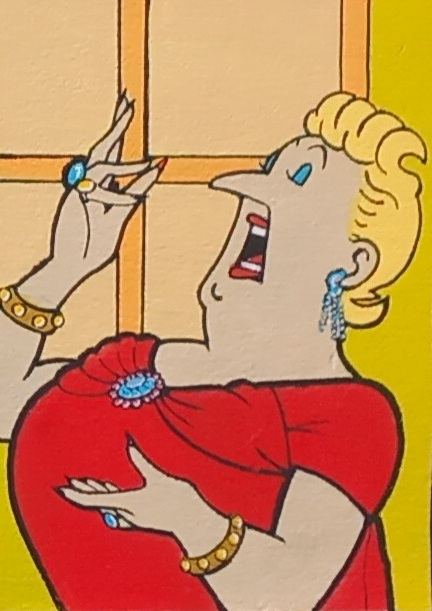

Bianca Castafiore (bijgenaamd: de Milanese nachtegaal) is een personage uit de Belgische stripreeks De avonturen van Kuifje. Zij is een beroemde operazangeres, het belangrijkste vrouwelijke personage uit de serie en de enige vrouw die op de voorkant van een Kuifje-album wordt afgebeeld. Haar personage bestaat al vanaf 1939. 

## Verschijning
Castafiore is een stevige, maar niet geprononceerde sopraan van 45 jaar oud. Zij is deels ontleend aan Mariette Amelinck, een dochter van vrienden van Hergés ouders, die hij als kind ontmoet heeft. Haar zang kon hij niet uitstaan. Vanaf de jaren 1950 is ze gemodelleerd naar Maria Callas. Zij verschijnt voor het eerst op 5 januari 1939 in de jeugdbijlage Le Petit Vingtième van het Franstalige, Belgische dagblad Le Vingtième Siècle. Zij maakt dan kennis met Kuifje als zij passagiers zijn in een auto in De scepter van Ottokar. Op 19 januari 1939 wordt zij, eveneens in Le Petit Vingtième, voor het eerst bij naam genoemd. Daarna vervult zij bijrollen in De 7 kristallen bollen, De zaak Zonnebloem en Cokes in voorraad. In Kuifje en het Zwarte Goud klinkt haar stem uit de radio. Ze speelt een hoofdrol in De juwelen van Bianca Castafiore en in Kuifje en de Picaro's. Tevens komt ze voor in het onvoltooide Kuifje en de Alfa-kunst.

## Zangstem
De favoriete aria van Bianca Castafiore is de Juwelenaria uit Faust van Charles Gounod, die begint met de woorden: "Ah! je ris de me voir si belle en ce miroir! Est-ce toi, Marguerite?" ("Haa, ik lach bij 't zien van mijn schoonheid in deez' spiegel"). In de auto waar Kuifje voor het eerst met haar gezang kennismaakt, let Kuifje op de merknaam ("SECURIT") op de autoruit en vertrouwt hij erop dat de ruit niet zal breken. Later blijkt dat andere ruiten wel bezwijken aan de hoge tonen in de stem van Castafiore. Het lied en het kapotspringen van het glaswerk zijn geïnspireerd op de film The phantom of the opera uit 1925, waarin de Juwelenaria voorkomt en een kroonluchter naar beneden komt op het moment dat een dikke operadiva het lied zingt.

## Omgang met andere personages
Castafiore wordt op haar reizen vergezeld door haar pianist Igor Wagner en haar kamenierster Irma.
Hoewel Castafiore wereldwijd beroemd en gevierd is, kunnen Kuifje, zijn hond Bobbie en met name kapitein Haddock haar gezang niet uitstaan. De kapitein moet haar sowieso niet. Ze is zeer opdringerig en wat verwaand, maar wel aardig. De hardhorende professor Zonnebloem mag de sopraan daarentegen wel en kweekt zelfs een nieuwe witte roos voor haar, die hij Bianca doopt. Bianca betekent "wit". 
Ze verhaspelt geregeld namen. In De juwelen van Bianca Castafiore noemt ze professor Zonnebloem bijvoorbeeld professor Donderbloem. Vooral Haddock krijgt het bij haar hard te verduren. Zij verandert zijn naam steevast, bijvoorbeeld in kapitein Karbock of kapitein Kapstok. Hij noemt haar op zijn beurt seniora castorolie, catastrofe en calamiteit.  
Castafiore kreeg een rol in de speelfilm van Steven Spielberg The Adventures of Tintin: The Secret of the Unicorn. Hierin zingt zij tijdens een optreden bij Omar Ben Salaad zo hoog dat de kogelbestendige glasplaat, waarachter het derde scheepsmodel van De Eenhoorn wordt bewaard, barst.

## Vernoemingen
- De planetoïde nummer 1683, die in 1950 ontdekt werd, kreeg in 1982 de naam Castafiore.[4]
- Het Bianca Castafioreplein, de officieuze benaming voor een pleintje tussen de Verversstraat en de kade van de Zwanenburgwal in Amsterdam-Centrum.